# Сецимінек
Сецимінек (пол. Secyminek) — село в Польщі, у гміні Леонцин Новодворського повіту Мазовецького воєводства.
Населення — 90 осіб (2011).
У 1975-1998 роках село належало до Варшавського воєводства.

## Демографія
Демографічна структура станом на 31 березня 2011 року:
|          | Загалом | Допрацездатний вік | Працездатний вік | Постпрацездатний вік |
| -------- | ------- | ------------------ | ---------------- | -------------------- |
| Чоловіки | 43      | 7                  | 34               | 2                    |
| Жінки    | 47      | 14                 | 24               | 9                    |
| Разом    | 90      | 21                 | 58               | 11                   |